# رضا شحاته
رضا شحاته (انگلیسی: Reda Shehata؛ زادهٔ ۲۴ ژانویهٔ ۱۹۸۱) بازیکن فوتبال اهل مصر است.
از باشگاه‌هایی که در آن بازی کرده‌است می‌توان به باشگاه فوتبال انپی، باشگاه فوتبال الاتحاد اسکندریه، و باشگاه ورزشی الاهلی مصر اشاره کرد.
وی همچنین در تیم ملی فوتبال مصر بازی کرده‌است.